# WACC
WACC står for weighted average cost of capital. På dansk vægtede gennemsnitlige kapitalomkostninger. 
Dette består i de omkostninger finansieret af virksomhedens egenkapital og de omkostninger finansieret af fremmedkapital, dvs. gæld.
Formlen er således:
WACC= re * EqV/VL + rD * D/VL * (1-T)
hvor 
```
    re = aktionærernes afkastkrav
    EqV = værdien af egenkapitalen
    VL = virksomhedens markedsværdi
    rD = Gældsrenten
    T = skatten
```

Jo lavere WACC'en er jo højere vil virksomhedens værdi blive.
Det sidste led betegnes også som skatteskjoldet, og er med til at øge virksomhedens værdi, da renteomkostninger er fradragsberettigede.